# 椹野川
椹野川（ふしのがわ）は、椹野川水系の本流で山口県山口市を流れる二級河川。

## 地理
山口県の県庁所在地である山口市宮野地区北部付近に源を発し、宮野湖、荒谷ダムを経た後、JR山口線に沿って南西に流れる。椹野川水系最大の支流仁保川、山口市街を流れる一の坂川を合わせ、山口湾（周防灘の一部）に注ぐ。絶滅危惧種のスナヤツメ、アカザ、メダカが生息し、鮎も採れる。
河口には約344haの干潟が存在し、日本の重要湿地500の1つであり、絶滅危惧種カブトガニが産卵、生息する場所でもある。

## 流域の自治体
山口県
山口市

## 主な支流
- 仁保川
- 一の坂川
- 吉敷川
- 四十八瀬川

## 主な施設
- 一の坂ダム
- 荒谷ダム

## 並行する交通

### 鉄道
- JR西日本山口線（宮野駅 - 新山口駅）

### 道路
- 国道9号